# Stirothrinax cribratus
Stirothrinax cribratus är en tvåvingeart som beskrevs av Günther Enderlein 1942. Stirothrinax cribratus ingår i släktet Stirothrinax och familjen Pyrgotidae.
Artens utbredningsområde är San Luis Potosí (Mexiko). Inga underarter finns listade i Catalogue of Life.